# Lucas Baldunciel
Lucas Baldunciel (Buenos Aires, Argentina; 22 de marzo de 1992) es un futbolista argentino. Juega de mediocampista o delantero y su equipo actual es Almagro de la Primera B Nacional de Argentina. 

## Trayectoria

### Nueva Chicago
Baldunciel es un futbolista surgido de las divisiones inferiores del Club Atlético Nueva Chicago. Debutó el 7 de abril de 2013 frente a Huracán por la fecha 28 del Campeonato de Primera B Nacional 2012/13 ingresando por Martín Caballero.
Para la temporada 2013/2014, Baldunciel comenzaría a afianzarse. Disputó 19 partidos, convirtiendo su primer gol en Primera división frente a Colegiales por la fecha 20 del torneo y el segundo a Atlanta por la fecha 22. Su equipo fue el campeón del torneo logrando el ascenso a la Primera B Nacional el 17 de mayo de 2014 bajo la conducción técnica de Pablo Guede.
Luego del ascenso, Nueva Chicago afrontaría el torneo de la Primera B Nacional con muchos refuerzos. Baldunciel fue una pieza importante de recambio de su equipo, participando en la mayoría de los partidos. Aunque no convirtió goles en el segundo semestre del 2014, su equipo logró el ascenso a la Primera División.
El 23 de enero de 2015, Nueva Chicago visitó al Deportivo Cuenca de Ecuador. Baldunciel marcó el gol del empate final 1 a 1 convirtiendo el primer gol internacional en la historia de Nueva Chicago. El 26 de marzo convirtió un gol en la victoria frente a Defensores de Villa Ramallo por Copa Argentina. Disputó 23 partidos durante el campeonato convirtiendo un gol a Huracán en la victoria de su equipo por 3 a 0 por la fecha 20. El 4 de octubre, con una gran actuación de Baldunciel, Nueva Chicago vencería a Vélez Sarfield en el clásico barrial luego de 33 años y por primera vez en su historia como visitante. A pesar de una racha de 5 victorias consecutivas en el final del campeonato su equipo terminó descendiendo a la Primera B Nacional.Fue observado por varios clubes de la Primera División, pero decidió extender su vínculo con Nueva Chicago.
Para la temporada 2016, Baldunciel comenzó siendo titular indiscutible para el entrenador Andrés Guglielminpietro. En la primera fecha, le convirtió un gol a Almagro en la victoria de su equipo 2 a 0. Disputó 14 partidos y convirtió 2 goles en el torneo. Sufrió una lesión que lo mantuvo inactivo durante 4 meses. Fue observado por Patronato de la Primera División, entre otros pero decidió quedarse en Nueva Chicago para la temporada 2016/17.
Se recuperó de dicha lesión y disputó 18 partidos sin marcar goles, afianzándose como titular antes de finalizar el Campeonato 2016-17.
Para el Campeonato 2017-18, Baldunciel fue recuperando su nivel, alcanzando en el final del torneo su mejor forma física y futbolística, a pesar de un Nueva Chicago de mala campaña. En el transcurso, su ascendencia dentro del plantel, lo convirtió en referente. Christian Gómez (Máximo ídolo de Nueva Chicago) le cedería la cinta de capitán.
En la última fecha frente a Ferro Carril Oeste, Baldunciel convirtió el único gol para la victoria a 10 minutos del final, salvando así del descenso a Nueva Chicago y grabando a fuego su relación con la afición. El gol recorrió todos los portales de noticias no solo por el agónico final, si no por la excelencia en los gestos técnicos.

### Gimnasia y Esgrima de Mendoza
Para el Campeonato 2018-19 Baldunciel comenzaría una nueva etapa en su carrera lejos de su casa en la Ciudad de Mendoza en el Club Atlético Gimnasia y Esgrima. Con el correr de los meses se convertiría en una pieza Clave para el Lobo e indispensable en todo momento para el DT José María Bianco participando del 95% de los partidos que disputará el conjunto mendocino siempre como titular. Baldunciel se desempeñaría mayormente como volante por el sector derecho del campo pero también por el sector izquierdo, por el centro e incluso como delantero convirtiendo 3 goles y 11 asistencias en 24 encuentros.
El 30 de octubre de 2018, Gimnasia se impondría por la mínima en el "Clásico Mendocino" con una gran actuación de Baldunciel, logrando vencer al Club Sportivo Independiente Rivadavia por primera vez en un torneo de AFA. El "Chucky" comenzaba a hacer historia rápidamente Ganándose el cariño del simpatizante Mensana.
El 19 de marzo de 2019 Gimnasia vencería por la mínima al Club Atlético Aldosivi de la Superliga en la primera fase de la Copa Argentina 2018-19 aguardando por el Club Atlético River Plate para la siguiente fase.
Gimnasia finalizaría la temporada con una gran campaña logrando 37 puntos en el torneo Nacional B clasificando al Torneo reducido, haciendo un buen papel quedando eliminado por ventaja deportiva.

### Temperley
Para la temporada Temporada 2019-20 Baldunciel buscaría regresar a Buenos Aires, esta vez llegaría al Club Atlético Temperley. Bajo la conducción del DT Christian Alejandro Aldirico Baldunciel sería titular en la totalidad de los encuentros aunque el inicio del torneo sería cuesta arriba para el equipo en general. Con la llegada de Wálter Perazzo a la dirección técnica conseguirían una seguidilla de 8 partidos invictos ubicándose en zona de playoff, con un Chucky incansable en el mediocampo, titular y pieza fundamental en el 11 titular del DT, con muy buenas actuaciones convirtiendo frente a Mitre en la victoria como visitante por la mínima y un Golazo frente a Atlanta.
El torneo fue suspendido, provisionalmente, después de la disputa parcial de la vigésima primera fecha, por las medidas gubernamentales para evitar la propagación de la COVID-19. Finalmente, el 28 de abril, la Asociación del Fútbol Argentino canceló el torneo a causa de la extensión de la pandemia.

### Real Tomayapo
Para La Copa Tigo 2021 Baldunciel emigraría por primera vez en su carrera fuera de Argentina hacia Tarija en el Club Deportivo Real Tomayapo de la Primera División de Bolivia.

### Motagua
Para el año 2022 Baldunciel continuaría su carrera en Tegucigalpa en el Fútbol Club Motagua de la Primera División de Honduras. Participaría por primera vez de un torneo internacional Liga de Campeones de la CONCACAF y se Consagraría campeón por segunda vez en su carrera de Liga Betcris 2022. [18] [19]

### Segunda etapa en Temperley
Para la segunda parte del año 2022 Baldunciel buscaría regresar nuevamente a la Argentina tras el llamado de José Bianco para reforzar al Club Atlético Temperley y disputar la fase final del Campeonato de Primera Nacional 2022, el cual encontraba al equipo en una posición comprometida con el descenso. Temperley, conseguiría la permanencia con Baldunciel y Luis López asumiendo el protagonismo y liderazgo. 
En 2023 Temperley se reforzaría en todas sus líneas para pelear el ascenso pero luego de una gran campaña con buenas actuaciones de Baldunciel, quedaría eliminado de los play-off en semifinales.
Para la temporada 2024 Temperley conseguiría transformarse en un equipo muy competitivo en la Copa Argentina aunque irregular en el Torneo de la primera nacional. Baldunciel fue el capitán del equipo en gran parte de la temporada teniendo sus mejores actuaciones con el Club Atlético River Plate eliminando de la competencia a uno de los equipos más grandes del continente por penales, y con el Club Atlético Central Córdoba a quien le convertiría uno de los goles más lindos de la edición 2024 de copa junto al de Edison Cavani para Boca. [20]

## Estadísticas
| Nueva Chicago Argentina                                                                    |               |               |     |    |   |   |     |     |      |      |
| 2.ª                                                                                        | 2012-13       | 3             | 0   | —  | — | — | 3   | 0   | 0,00 |      |
| 3.ª                                                                                        | 2013-14       | 19            | 2   | —  | — | — | 19  | 2   | 0,11 |      |
| 2.ª                                                                                        | 2014          | 5             | 0   | —  | — | — | 5   | 0   | 0,00 |      |
| 1.ª                                                                                        | 2015          | 23            | 1   | 2  | 1 | — | 25  | 2   | 0,08 |      |
| 2.ª                                                                                        | 2016          | 14            | 2   | —  | — | — | 14  | 2   | 0,14 |      |
| 2.ª                                                                                        | 2016-17       | 20            | 0   | —  | — | — | 20  | 0   | 0,00 |      |
| 2.ª                                                                                        | 2017-18       | 20            | 4   | —  | — | — | 20  | 4   | 0,20 |      |
| Total club                                                                                 | Total club    | 104           | 9   | 2  | 1 | — | 106 | 10  | 0,09 |      |
| Gimnasia (M) Argentina                                                                     |               |               |     |    |   |   |     |     |      |      |
| 2.ª                                                                                        | 2018-19       | 22            | 3   | 1  | 0 | — | 23  | 3   | 0,13 |      |
| Total club                                                                                 | Total club    | 22            | 3   | 1  | 0 | — | 23  | 3   | 0,13 |      |
| Temperley Argentina                                                                        |               |               |     |    |   |   |     |     |      |      |
| 2.ª                                                                                        | 2020          | 22            | 2   | 1  | 1 | — | 23  | 1   | 0,10 |      |
| 2.ª                                                                                        | 2021          | 18            | 1   | 0  | 0 | — | 18  | 1   | 0,10 |      |
| 2.ª                                                                                        | 2022          | 16            | 0   | 0  | 0 | — | 16  | 0   | 0    |      |
| 2.ª                                                                                        | 2023          | 36            | 1   | 0  | 0 | — | 36  | 1   | 0,10 |      |
| 2.ª                                                                                        | 2024          | 29            | 2   | 4  | 1 | — | 33  | 3   | 0,10 |      |
| Total club                                                                                 | Total club    | 121           | 6   | 5  | 1 | — | 126 | 7   | 0,10 |      |
| Real Tomayapo · Bolivia                                                                    |               |               |     |    |   |   |     |     |      |      |
| 1.ª                                                                                        | 2021          | 16            | 0   | 0  | 0 | — | 16  | 0   | 0    |      |
| Total club                                                                                 | Total club    | 16            | 0   | 0  | 0 | — | 16  | 0   | 0    |      |
| Motagua Honduras                                                                           |               |               |     |    |   |   |     |     |      |      |
| 1.ª                                                                                        | 2022          | 12            | 0   | -  | - | 2 | 14  | 0   | 0    |      |
| Total club                                                                                 | Total club    | 12            | 0   | 0  | 0 | 2 | 14  | 0   | 0    |      |
| Total carrera                                                                              | Total carrera | Total carrera | 275 | 16 | 8 | 2 | 2   | 285 | 20   | 0,09 |
| (1) Incluye datos de Copa Argentina.(2) Incluye datos de Liga de Campeones de la Concacaf. |               |               |     |    |   |   |     |     |      |      |

## Palmarés

### Campeonatos nacionales
| Título          | Club          | País      | Año     |
| --------------- | ------------- | --------- | ------- |
| Primera B       | Nueva Chicago | Argentina | 2013-14 |
| Torneo Clausura | Motagua       | Honduras  | 2022    |